# Catocala brandti
Catocala brandti är en fjärilsart som beskrevs av Hermann Hacker och Kaut 1999. Catocala brandti ingår i släktet Catocala och familjen nattflyn. Inga underarter finns listade i Catalogue of Life.